# Robert Shapiro
Robert Shapiro (28 de Novembro de 1935 - Nova York, 15 de Junho de 2011) foi um químico norte-americano. Recebeu seu PhD em química orgânica na Universidade de Harvard, tendo como orientador o laureado pelo prêmio Nobel R.B. Woodward. É conhecido por suas ideias controvertidas a respeito da origem da vida. Opõe-se à ideia do mundo do RNA, sustentando que a emergência espontânea de uma molécula tão complexa como o RNA é altamente improvável. Em seu lugar propõe que a vida surgiu a partir de reações autossustentadas e compartimentalizadas envolvendo moléculas simples: o "metabolismo primeiro", e não o "RNA primeiro". Declara que, em seu ponto de vista, a vida é uma consequência normal das lei da natureza e potencialmente comum no universo.